# إدوارد فريدريك كلارك
إدوارد فريدريك كلارك هو صحفي وسياسي كندي، ولد في 24 أبريل 1850 في جمهورية أيرلندا، وتوفي في 3 مارس 1905 بتورونتو في كندا. حزبياً، نشط في حزب كندا المحافظ وحزب أونتاريو المحافظ التقدمي. وقد انتخب عمدة تورونتو ‏ (1888 – 1891) وانتخب عضو برلمان مقاطعة أونتاريو وانتخب عضو مجلس العموم الكندي.